# Spizocorys
Spizocorys – rodzaj ptaków z rodziny skowronków (Alaudidae).

## Rozmieszczenie geograficzne
Rodzaj obejmuje gatunki występujące w Afryce Subsaharyjskiej.

## Morfologia
Długość ciała 12–15 cm; masa ciała 12–26 g.

## Systematyka
Rodzaj zdefiniował w 1872 roku szwedzki zoolog Carl Jakob Sundevall w publikacji własnego autorstwa poświęconej klasyfikacji naturalnej ptaków. Gatunkiem typowym jest (oznaczenie monotypowe) skowrończyk różowodzioby (S. conirostris).

### Etymologia
- Spizocorys: gr. σπιζα spiza ‘zięba’, od σπιζω spizō ‘ćwierkać’; nowołac. corys ‘skowronek’, od greckie κορυδος korudos ‘grzebieniasty skowronek’, od κορυς korus, κορυθος koruthos ‘hełm’[7].
- Pseudalaemon: ψευδος pseudos ‘fałszywy’; rodzaj Alaemon Keyserling & Blasius, 1840 (skowroniec)[8]. Gatunek typowy (oznaczenie monotypowe): Calendula fremantlii Lort Phillips, 1897.
- Aethocorys: gr. αηθης aēthēs ‘niezwykły’, od negatywnego przedrostka α- a-; ηθος ēthos ‘zwyczaj, charakter’; nowołac. corys ‘skowronek’, od greckie κορυδος korudos ‘grzebieniasty skowronek’, od κορυς korus, κορυθος koruthos ‘hełm’[9]. Gatunek typowy (oryginalne oznaczenie): Spizocorys personata Sharpe, 1895.
- Botha: gen. Louis Botha (1862–1919), południowoafrykański żołnierz i polityk, premier Transwalu w 1907 roku i Związku Południowej Afryki w latach 1910–1919[10]. Gatunek typowy: Botha difficilis Shelley, 1902 (= Alauda fringillaris Sundevall, 1850).
- Dewetia: gen. Christiaan Rudolf de Wet (1854–1922), burski oficer armii Wolnego Państwa Orania i polityk[11].

### Podział systematyczny
Do rodzaju należą następujące gatunki:
- Spizocorys starki (Shelley, 1902) – skowrończyk płowy
- Spizocorys personata Sharpe, 1895 – skowrończyk maskowy
- Spizocorys conirostris (Sundevall, 1850) – skowrończyk różowodzioby
- Spizocorys fringillaris (Sundevall, 1850) – skowrończyk łuszczakowaty
- Spizocorys fremantlii (Lort Phillips, 1897) – skowrończyk kusy
- Spizocorys obbiensis Witherby, 1905 – skowrończyk kreskowany
- Spizocorys sclateri (Shelley, 1902) – skowrończyk buszmeński